# ヒロイン誕生!朝ドラな女たち
『ヒロイン誕生!朝ドラな女たち』（ヒロインたんじょう!あさドラなおんなたち）はNHK BSプレミアムで2022年1月に『レギュラー番組への道』の企画で2回、パイロット版として放送されたドキュメンタリードラマである。
コンセプトは「リアルな女をドラマにするため、ドラマな女がリアルを学ぶ」。タイトルのように連続テレビ小説からスピンオフされたもので、これまで朝ドラのヒロインとして取り上げられなかった人物を、もし朝ドラ風に描くとなればどのような展開になるかを、若手女優が取材したドキュメンタリーと実際に演じたドラマを絡ませて展開するというものである。
2022年10月3日から12月26日まで、総合テレビにて『ヒロイン誕生!ドラマチックなオンナたち』（ヒロインたんじょう!ドラマチックなおんなたち）としてレギュラー放送された（月曜23:00 - 23:29）。

## 放送リスト

### BSプレミアム放送分
| 話  | 放送日         | 放送時間        | タイトル                     | 備考                                                                                                   |
| --- | -------------- | --------------- | ---------------------------- | --- |
| P-1 | 2022年 1月21日 | 金曜23:15-23:45 | 婦人運動家 市川房枝×伊礼姫奈 | 2022年5月14日23:30-24:00に地上波総合テレビにて「ヒロイン誕生！ドラマチックな女たち」に改題の上再放送。 |
| P-2 | 1月28日        | 金曜23:15-23:45 | 漫画家 上田トシコ×畑芽育     | 2022年10月24日23:00-23:30に地上波総合テレビにてレギュラー版第4話扱いで再放送                           |

### 総合テレビ放送分
| 話 | 放送日         | 放送時間        | タイトル                                         | 備考                                                          |
| -- | -------------- | --------------- | ------------------------------------------------ | ------------------------------------------------------------- |
| 1  | 2022年 10月3日 | 月曜23:00-23:30 | 歌手・作詞家 ZARD・坂井泉水×河村花               | 若年層ターゲットゾーン（日替わり枠）月曜2部として新作を生放送 |
| 2  | 10月10日       | 月曜23:00-23:30 | おばあちゃん女優 北林谷栄×上坂樹里               | 若年層ターゲットゾーン（日替わり枠）月曜2部として新作を生放送 |
| 3  | 10月17日       | 月曜23:00-23:30 | 消しゴム版画家・コラムニスト ナンシー関×田牧そら | 若年層ターゲットゾーン（日替わり枠）月曜2部として新作を生放送 |
| 5  | 10月31日       | 月曜23:00-23:30 | 登山家 田部井淳子×外原寧々                       | 若年層ターゲットゾーン（日替わり枠）月曜2部として新作を生放送 |
| 6  | 11月7日        | 月曜23:00-23:30 | 美容家 山野愛子×植村友結                         | 若年層ターゲットゾーン（日替わり枠）月曜2部として新作を生放送 |
| 7  | 11月14日       | 月曜23:00-23:30 | 料理記者 岸朝子×森迫永依                         | 若年層ターゲットゾーン（日替わり枠）月曜2部として新作を生放送 |
| 8  | 12月5日        | 月曜23:00-23:30 | モデル・ウェアリスト 山口小夜子×茅島みずき       | 若年層ターゲットゾーン（日替わり枠）月曜2部として新作を生放送 |
| 9  | 12月12日       | 月曜23:00-23:30 | ジャーナリスト 山本美香×中村加弥乃               | 若年層ターゲットゾーン（日替わり枠）月曜2部として新作を生放送 |
| 10 | 12月19日       | 月曜23:00-23:30 | 水泳選手 前畑秀子×桃果                           | 若年層ターゲットゾーン（日替わり枠）月曜2部として新作を生放送 |
| 11 | 12月26日       | 月曜23:00-23:30 | 歌手 本田美奈子.×平野綾                          | 若年層ターゲットゾーン（日替わり枠）月曜2部として新作を生放送 |

- ドラマパートナレーション:古谷徹
- 11月21日・11月28日 - 2022 FIFAワールドカップカタール大会実況のため放送休止